# Cuautepec (Guerrero)
Cuautepec es una localidad del estado mexicano de Guerrero. Es parte del municipio de Cuautepec.

## Toponimia
El nombre «Cuautepec» proviene de los términos en náhuatl: cuauhtli, águila; tepetl, cerro; co, lugar. Su significado es «Cerro de las águilas».

## Demografía
| Gráfica de evolución demográfica |
|                                  |

| Censo | Población |
| ----- | --------- |
| 1900  | 1 332     |
| 1910  | 1 539     |
| 1921  | 1 880     |
| 1930  | 1 604     |
| 1940  | 1 457     |
| 1950  | 1 250     |
| 1960  | 1 392     |
| 1970  | 2 066     |
| 1980  | 2 368     |
| 1990  | 2 701     |
| 2000  | 3 313     |
| 2010  | 3 567     |
| 2020  | 4 073     |